# Lola Astanova
Lola Astanova (russe : Лола Астанова) est une pianiste virtuose américaine née russe et réputée pour ses interprétations de Chopin, Liszt et Rachmaninov ainsi que pour ses transcriptions pour piano.
Elle est également mannequin de mode.

## Biographie
Lola Astanova est née le 3 juillet 1982 à Tachkent, en RSS d'Ouzbékistan (ex URSS).
La carrière de Lola commence le jour où sa mère, professeur de musique, lui donne sa première leçon de piano. Lola intègre L'école de musique Victor-Alexandrovitch-Ouspensky pour enfants musicalement doués, sise à Tachkent, dès l'âge de six ans et commence à apprendre la technique sous la direction de Tamara Popovitch ainsi que l'harmonie et le contrepoint sous celle de Mark Roussak. Étudiante, elle entre au Conservatoire Tchaïkovski de Moscou sous la houlette de Lev Naoumov. Il dit d'elle : « C'est une élève au talent rare et ingénieux. L'œuvre de Chopin interprétée par Lola Astanova est tout simplement grandiose ».

## Carrière
Astanova commence une carrière de concertiste à l'âge de huit ans avec le concerto n° 5 en fa mineur de Bach au Bakhor de Tashkent. À dix ans, elle fait sa première apparition publique avec Fantaisie-Impromptu (Frédéric Chopin). Elle se produit ensuite en Allemagne, France, Autriche, Italie et Russie à la fois comme soliste et comme concertiste.
À l'âge de onze ans [réf. souhaitée], elle remporte le Concours International Chopin pour Jeunes Pianistes qui s'est tenu à Moscou en 1996 [réf. souhaitée]. 
En 1998, Astanova est encensée par l'UNESCO dans son document Prodigies of the 20th Century.

### L'Américaine
Lola Astanova émigre aux États-Unis en 2003. Elle fait ses débuts au John F. Kennedy Center for the Performing Arts de Washington l'année suivante.
En octobre 2007, elle est propulsée en tête du Concert des très grandes étoiles du théâtre Mariinsky aux côtés de Valery Gergiev et de l'Orchestre du Kirov (en). Sa prestation, hébergée par l'American Broadcasting Company et présentée à l'occasion du 100e anniversaire de la parution du Livre de Noël du groupe Neiman Marcus, s'est vendue à 1,6 million d'exemplaires, .
En août 2008, le Mémorial du 11 Septembre annonce la prestation d'Astanova sur le piano de concert, dit grand piano à queue Steinway, ayant appartenu à Vladimir Horowitz au bénéfice de Notes of Hope représenté par Michael Bloomberg.
Lola Astanova fait son entrée au Carnegie Hall le 19 janvier 2012.
Un gala de concert, présidé par Donald Trump et commandité par Julie Andrews, l'actrice ayant remporté les Oscars du cinéma en 1965, est offert en l'honneur de Vladimir Horowitz. Byron Janis, pianiste américain élève de  Horowitz, est parmi les spectateurs. Les bénéfices de cette prestation sont, en totalité, remis à l'American Cancer Society.
Lola Astanova paraît en couverture de la revue de la Palm Beach Society en mars 2012 en avant-première de sa représentation sous la direction de Jahja Ling (en) au Kravis Center (en).
Le 30 mai 2012 la pianiste joue en duo avec Byron Janis au Lincoln Center for the Performing Arts à l'occasion de la remise du Prix à ce dernier pour la réussite exceptionnelle de sa carrière. Lola Astanova a fait équipe avec Jahja Ling plusieurs fois au sein de l'Orchestre symphonique de San Diego au cours de l'année 2012 ainsi qu'en 2014, avec l'Orchestre de l'église Saint-Luc au Lincoln Center for the Performing Arts de New York en 2013 et avec l'Orchestre de Cleveland au Mar-a-Lago de Palm Beach en 2014.
Le 4 juillet 2018, au lendemain de l'anniversaire de ses 36 ans, Lola Astanova est choisie pour interpréter l'hymne national à la Maison-Blanche à l'occasion de la fête nationale américaine et en présence du président Donald Trump. La même année 2018, Astanova et le violoncelliste Stjepan Hauser gravent un duo de sept pistes sur un CD contenant leur interprétation de la sonate au Clair de Lune, de Beethoven ainsi que des musiques des films Love Story et La La Land.
Parmi les collaborations ayant longtemps perduré, on compte Eduardo Marturet à la tête du Miami Symphony Orchestra, Ramón Tebar (en) à la direction du Palm Beach Symphony et Gerard Schwarz chef du All-Star Orchestra (en).
La mémorable représentation de la Rhapsody in Blue de Gershwin avec Gerard Schwarz à la tête du All-Star Orchestra (en) est honorée par l'attribution de l'Emmy Award 2016.

### La compositrice
Lola Astanova a composé un certain nombre de transcriptions virtuoses pour piano de mélodies populaires comme Jingle Bells et Don't Stop the Music de Rihanna. 
Elle joue son propre arrangement, sous forme de duo avec une guitare électrique, de La Campanella (Liszt) en 2016.

### L'actrice
Lola Astanova est au générique de deux films :
- 2010 : Midnight Dream (court-métrage)[23] ;
- 2015 : All-star orchestra[24].

En 2018, elle a aussi participé à une émission télévisée : The Journey to the Theatre of Silence.